# Hans Theo Baumann
Hans Theodor Baumann (* 27. Oktober 1924 in Basel; † 6. August 2016 in Schopfheim) war ein deutscher Designer, vorwiegend für Porzellan, Keramik und Glas.

## Leben, Werk und Verdienste
Hans Theo Baumann war das jüngste von neun Kindern des Basler Glasmalers Fritz Baumann und dessen Ehefrau Helena Maier. Seine Kindheit verbrachte er im benachbarten deutschen Weil am Rhein, da der Vater wegen Bleivergiftungen seinen Beruf aufgegeben und dort eine neue Anstellung bei der Deutschen Reichsbahn gefunden hatte. Nach einer Lehre zum Textiltechniker studierte er zunächst von 1943 bis 1946 an der Akademie für Bildende Künste Dresden. Dem folgte ein Studium der Fächer Architektur, Stadtplanung, Innenarchitektur, Modellieren, Grafik und Zeichnen an der Kunstgewerbeschule/Schule für Gestaltung Basel. Nebenher erlernte er im Basler Atelier von Otto Staiger die Glaskunsttechniken. 
1947 zog er in die unweit von Basel gelegene deutsche Kleinstadt Schopfheim am Südrand des Schwarzwaldes, von wo seine Ehefrau Luise stammte. Dort lebte und wirkte er fortan rund sieben Jahrzehnte lang bis zu seinem Tod. Erste kleine Aufträge erhielt er als Glasmaler, unter anderem in Kirchen. 1951 kontaktierte er den Architekten Egon Eiermann, während dieser für die Basler Chemiefirma Ciba AG ein Werk im nahegelegenen badischen Ort Wehr errichtete. Dies führte zu einer Zusammenarbeit 1953 beim Bau der Matthäuskirche in Pforzheim, der ersten Betonkirche der Nachkriegszeit in Deutschland. Für diese Kirche entwarf Baumann die Seitenwände aus selbst entwickelten Betonglasformsteinen (dicken, farbigen Gläsern, die rasterförmig in Betonrahmen eingefügt sind) und fertigte die tausenden Glassteine in Handarbeit selbst an. Von Hans Theo Baumann stammte auch das erste Altarkreuz und die Taufschale, ebenfalls in Dickglas ausgeführt. Die Fenster der Pforzheimer Kirche waren Vorbild für die Fenster der wenige Jahre später ebenfalls von Eiermann entworfenen Kaiser-Wilhelm-Gedächtniskirche in Berlin, die ein französischer Glaskünstler kreierte. 
Ab 1954 war Baumann freier Mitarbeiter des Porzellanherstellers Philip Rosenthal. Die Tätigkeit für das Unternehmen Rosenthal dauerte bis in die 1970er Jahre an. 1955 gründete Baumann ein eigenes Designstudio. Außer für Rosenthal arbeitete er nun für Firmen wie Thomas, Arzberg, KPM Berlin, Süßmuth Hutschenreuther, Tirschenreuth und Schönwald. Seine Entwürfe sind gekennzeichnet durch klare, geometrische Formgebung, ohne ornamentales Dekor, oft rein weiß, mit weich gerundeten Ecken. Die Form Berlin wurde von Rosenthal ab 1959 in Millionenauflage gefertigt, in den 1960er Jahren um ein passend gestaltetes Besteck ergänzt und gilt heute ebenso als Designklassiker wie ein in den 1970er Jahren entwickeltes stapelbares Rastergeschirr für die Bordküchen der deutschen Fluglinie Lufthansa. Es entstanden auch handwerkliche Kleinserien und Unikate für Majolika Karlsruhe und für außereuropäische Hersteller wie die an den japanischen Kaiserhof liefernde Porzellanmanufaktur in Fukagawa, wo er einen längeren Arbeitsaufenthalt hatte. 
Baumann gestaltete auch Leuchten und Vasen. Der erste vom Designmöbelhersteller Vitra produzierte Stuhl war ein Entwurf Baumanns aus geschwungenem Plexiglas. Auch Dekore für Bettwäsche, Teppiche, Schmuck, Weinetiketten und vieles mehr sind in seinem Gesamtwerk zu finden. 1958 erhielt er für Glasfenster und Glasskulpturen am Deutschen Pavillon der Weltausstellung in Brüssel, der von Egon Eiermann und Sep Ruf entworfen worden war, zwei Preise.
Im Jahr 1959 war er zusammen mit den Designern Hans Erich Slany, Arno Votteler, Karl Dittert, Herbert Hirche, Günter Kupetz, Rainer Schütze und Peter Raacke Mitgründer und bis 1970 amtierender Gründungspräsident des Verbandes Deutscher Industrie Designer e. V. Dadurch hatte er großen Anteil an der Entwicklung des Berufsbildes Designer. An der Hochschule der Künste Berlin hatte Baumann einen Lehrauftrag inne.
Werke von ihm wurden in mehreren Museen gezeigt. Die Neue Sammlung in München widmete ihm 2003 eine Einzelausstellung. Dieses Designmuseum besitzt durch eine Schenkung Baumanns die größte Sammlung seiner Werke. Auch im Vitra Design Museum sowie im Museum am Lindenplatz in Weil am Rhein befinden sich viele Objekte von ihm, weitere besitzen die Dresdner Porzellansammlung, das Badische Landesmuseum in Karlsruhe und das Kunstgewerbemuseum Berlin. Zum Dank für die Verleihung der Ehrenbürgerwürde im Jahr 2014 schenkte Baumann der Stadt Schopfheim 125 von ihm gestaltete Objekte, die in einem von ihm selbst eingerichteten Raum im Stadtmuseum dauerhaft ausgestellt sind.

## Ehrungen
Baumann erhielt zahlreiche Auszeichnungen und Ehrungen, darunter:
- 1985: Professor honoris causa der HdK Berlin
- 1992 Oberrheinischer Kulturpreis
- Im Jahr 2014 verlieh ihm seine langjährige Wahlheimatstadt Schopfheim, in der er einen Kunstverein gegründet hatte und lange dessen Präsident und danach Ehrenpräsident war, die Ehrenbürgerwürde.
- Die Deutsche Post widmete Baumann eine Sonderbriefmarke (EUR 1,45) in der Serie „Design aus Deutschland“. Sie zeigt Glasgefässe der Jahre 1961/1962 aus dem Bestand der Neuen Sammlung in München. Erstausgabetag war der 8. Dezember 2016.